# Becerril (Cesar)
Becerril es un municipio colombiano ubicado en el departamento de Cesar. Tiene una población, se creó municipio en el año de 1977 por ordenanza de la asamblea del César y liderazgo del señor Eloy Guillermo Quiroz coronel nacido en becerril cesar el 25 de junio de 1935 y fue su primer alcalde en 1977, becerril es reconocido en la década del 70 a nivel nacional cuando era uno de los principales cultivadores de algodón a nivel nacional ahora cuenta con la mina más grande del mundo entero que está ubicada en la parte de abajo precisamente en diferentes fincas como son normandía nueva dicha Centroamérica la Armenia y el descanso que lleva su nombre de la mina más grande del mundo, becerril tiene 25.000 habitantes. El municipio es reconocido también  por ser el lugar de nacimiento del cantante Rafael Orozco. La economía del municipio es principalmente minera, con la explotación de carbón térmico, seguida de la agropecuaria, basada en el cultivo de la palma africana, yuca, plátano ,maíz entre otros
Limita con los municipios de Agustín Codazzi, La Jagua de Ibírico y la frontera con Venezuela por la Serranía del Perijá, llamada también la Serranía de los Motilones.

## División Político-Administrativa
Además de su Cabecera municipal. Becerril tiene bajo su jurisdicción los centros poblados:
- Estados Unidos
- La Guajirita

## Historia
El capitán Bartolomé de Aníbal Paleólogo Becerra fue su fundador, el 4 de marzo de 1594. Según señala el historiador Tomás Darío Gutiérrez, Becerril es junto a Tenerife y Valencia de Jesús, una de las tres fundaciones, de verdadero origen español, más antiguas del Magdalena Grande.
En 1757, el obispo de Santa Marta, Nicolás Martínez Gil Malo denunció el maltrato que los encomenderos y padres agustinos daban a los indígenas en Becerril.
Fue erigido en municipio en el 24 de noviembre de 1977  y su primer alcalde fue Eloy Guillermo Quiroz coronel nacido en Becerril cesar el 25 de junio de 1935 

## Economía
En las estribaciones de la Serranía del Perijá, café, frijol y aguacate son las acti quien también lideró la creación y presentó la ponencia ante la asamblea del  departamento del cesar para crear el municipio de Becerril cesarvidades productivas desarrolladas por campesinos minifundistas cuyos productos sirven de base alimentaría de la misma comunidad y el excedente para comerciar con las poblaciones vecinas y la capital. 
La actividad ganadera también es relevante en Becerril, donde se cría ganado bovino en las haciendas ganaderas para surtir los centros urbanos del país; y en las pequeñas propiedades para consumo interno. También se cría ganado ovino, caprino y porcino en menor escala.

## Descripción física
El principal accidente geográfico es la serranía del Perijá, que lo limita con Venezuela. Su territorio es plano en su casi totalidad. Los principales ríos son el Maracas, Socomba y el Tocuy. También en parte de su área se encuentra el bloque El Descanso, habilitado para la explotación del carbón. Basa su economía en la agricultura y la ganadería. Celebra la fiesta patronal con la Virgen de la Candelaria, el 2 de febrero. Realiza el Festival de la Paletilla, en honor de los indígenas yukpas, quienes aún habitan el territorio.

## Símbolos
Bandera
La bandera está constituida por tres franjas de colores verde, blanco y negro repartidos de forma horizontal de forma equitativa.
Escudo
En su escudo municipal se evidencia las serranías, el cultivo de palma, la ganadería y su origen español.

## Estructura organizacional municipal
| Becerril     | Becerril    | Becerril                   |
| Departamento | Código DANE | Categoría municipal (2023) |
| ------------ | ----------- | -------------------------- |
| Cesar        | 20045       | Sexta                      |

- Personería: Es un centro del Ministerio Público de Colombia que ejerce, vigila y hace control sobre la gestión de las alcaldías y entes descentralizados; velan por la promoción y protección de los derechos humanos; vigilan el debido proceso, la conservación del medio ambiente, el patrimonio público y la prestación eficiente de los servicios públicos, garantizando a la ciudadanía la defensa de sus derechos e intereses.

- Concejo Municipal: Es la suprema autoridad política del municipio. En materia administrativa sus atribuciones son de carácter normativo. También le corresponde vigilar y hacer control político a la administración municipal. Se regulan por los reglamentos internos de la corporación en el marco de la Constitución Política Colombiana (artículo 313) y las leyes, en especial la Ley 136 de 1994 y la Ley 1551 de 2012.

Constituido por 11 concejales por un periodo de 4 años. 
- Alcaldía Municipal: En esta se encuentra la administración municipal y las entidades descentralizadas del municipio.

El alcalde se pronuncia mediante decretos y se desempeña como representante legal, judicial y extrajudicial del municipio. El actual alcalde municipal es Fabián Martínez García (2024-2027), elegido por voto popular.
- JAL.

## Servicios públicos
- Energía Eléctrica: Afinia, del grupo EPM, es la empresa prestadora del servicio de energía eléctrica.
- Gas Natural: Vanti es la empresa distribuidora y comercializadora de gas natural en el municipio.